# 佩爾·漢森
佩爾·漢森（瑞典語：Pär Hansson；1986年6月22日—）是一位瑞典足球運動員，在場上的位置是守門員。他現在效力於瑞典足球超級聯賽球隊希爾星堡體育會。